# Кембриджская история Холодной войны
«Кембриджская история Холодной войны» (англ. «The Cambridge History of the Cold War») — 3-томное научное издание Кембриджского университета, посвящённое истории Холодной войны от истоков конфликта до его завершения.

## Описание
В первом томе Кембриджской истории холодной войны рассматриваются истоки и первые годы конфликта. В первом всеобъемлющем историческом обзоре этого периода команда ведущих ученых показывает, как Холодная война эволюционировала из геополитической, идеологической, экономической и социально-политической среды двух мировых войн и межвоенного периода, обсуждает, как рынки, идеи и культурные взаимодействия повлияли на политический дискурс, дипломатию и стратегию после Второй мировой войны. Главы посвящены не только Соединенным Штатам и Советскому Союзу, но и таким важнейшим регионам, как Европа, Балканы и Восточная Азия. Авторы имеют дело с самыми влиятельными государственными деятелями той эпохи и затрагивают вопросы, которые имели наибольшее значение для людей по всему миру: продовольствие, питание и распределение ресурсов; этническая принадлежность, раса и религия; наука и техника; национальная автономия, самоопределение и суверенитет. При этом они проливают свет на то, как люди во всем мире формировали эволюцию все более усиливающегося биполярного конфликта, загоняя себя в ловушку противостояния.

## Список томов
The Cambridge History of the Cold War (Volume 1)
The Cambridge History of the Cold War: Volume 2, Crises and Détente: Crises and Detente
The Cambridge History of the Cold War, Volume III (Volume 3)